# Älä tyri nyt
Älä tyri nyt è il secondo singolo del cantante reggae finlandese Jukka Poika tratto dal suo quarto album di studio Yhdestä puusta. È stato pubblicato il 13 febbraio 2012 in Finlandia attraverso l'etichetta Suomen Musiikki. Il singolo è stato per quattro settimane alla prima posizione nelle classifiche musicali finlandesi.
Assieme al singolo è stato trasmesso il video musicale della canzone.

## Tracce
1. Älä tyri nyt – 3:48

## Classifica
| Classifica                            | Massima posizione |
| ------------------------------------- | ----------------- |
| Suomen virallinen lista - Singlelista | 1                 |
| Suomen virallinen lista - Latauslista | 1                 |
| Finnish Dance Chart                   | -                 |